# Longchaumois
Longchaumois est une commune française située dans le département du Jura, dans la région culturelle et historique de Franche-Comté et la région administrative Bourgogne-Franche-Comté.

## Géographie

### Climat
Pour des articles plus généraux, voir Climat de la Bourgogne-Franche-Comté et Climat du département du Jura.
En 2010, le climat de la commune est de type climat de montagne, selon une étude du Centre national de la recherche scientifique s'appuyant sur une série de données couvrant la période 1971-2000. En 2020, Météo-France publie une typologie des climats de la France métropolitaine dans laquelle la commune est exposée à un climat de montagne ou de marges de montagne et est dans la région climatique  Jura, caractérisée par une forte pluviométrie en toutes saisons (1 000 à 1 500 mm/an), des hivers rigoureux et un ensoleillement médiocre. 
Pour la période 1971-2000, la température annuelle moyenne est de 7,3 °C, avec une amplitude thermique annuelle de 16 °C. Le cumul annuel moyen de précipitations est de 1 829 mm, avec 13,2 jours de précipitations en janvier et 10,4 jours en juillet. Pour la période 1991-2020, la température moyenne annuelle observée sur la station météorologique de Météo-France la plus proche, « Saint-Claude », sur la commune de Saint-Claude à 10 km à vol d'oiseau, est de 10,3 °C et le cumul annuel moyen de précipitations est de 1 869,2 mm. 
La température maximale relevée sur cette station est de 41 °C, atteinte le 24 juillet 2019 ; la température minimale est de −23,7 °C, atteinte le 12 janvier 1987,,. 
Les paramètres climatiques de la commune ont été estimés pour le milieu du siècle (2041-2070) selon différents scénarios d'émission de gaz à effet de serre à partir des nouvelles projections climatiques de référence DRIAS-2020. Ils sont consultables sur un site dédié publié par Météo-France en novembre 2022.

## Urbanisme

### Typologie
Au 1er janvier 2024, Longchaumois est catégorisée bourg rural, selon la nouvelle grille communale de densité à sept niveaux définie par l'Insee en 2022.
Elle est située hors unité urbaine. Par ailleurs la commune fait partie de l'aire d'attraction de Hauts de Bienne, dont elle est une commune de la couronne,. Cette aire, qui regroupe 7 communes, est catégorisée dans les aires de moins de 50 000 habitants,.

### Occupation des sols
L'occupation des sols de la commune, telle qu'elle ressort de la base de données européenne d’occupation biophysique des sols Corine Land Cover (CLC), est marquée par l'importance des forêts et milieux semi-naturels (72,1 % en 2018), une proportion sensiblement équivalente à celle de 1990 (72,2 %). La répartition détaillée en 2018 est la suivante : 
forêts (71,1 %), prairies (26,8 %), zones urbanisées (1,1 %), milieux à végétation arbustive et/ou herbacée (1 %). L'évolution de l’occupation des sols de la commune et de ses infrastructures peut être observée sur les différentes représentations cartographiques du territoire : la carte de Cassini (XVIIIe siècle), la carte d'état-major (1820-1866) et les cartes ou photos aériennes de l'IGN pour la période actuelle (1950 à aujourd'hui).

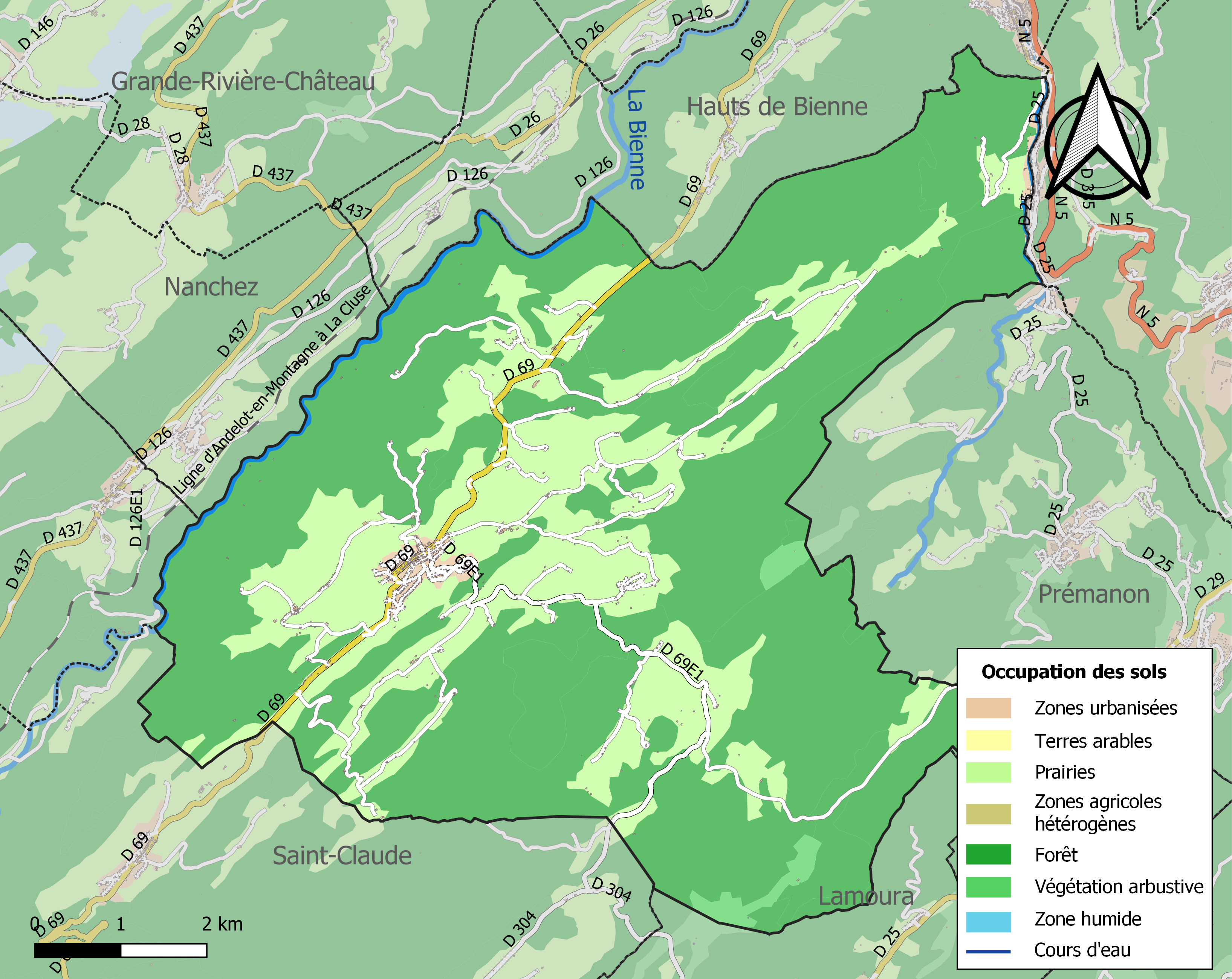
Carte des infrastructures et de l'occupation des sols de la commune en 2018 (CLC).

## Économie
L'entreprise d'optique Julbo (lunettes solaires de sport, masques de ski) a son siège social à Longchaumois. Elle y emploie environ 90 personnes.
Le village labellisé "Station Verte" et "Village de Neige" est une petite station de ski  alpin, nordique, luge , raquettes et VTT.

## Héraldique
|  | Les armes de la commune se blasonnent ainsi : D'azur au sapin arraché d'argent dont le tronc est une épée pommetée sans garde du même, au chef cousu de gueules chargé d'une fleur de souci d'or. |

## Politique et administration
| Période    | Période  | Identité           | Étiquette | Qualité                                                          |
| ---------- | -------- | ------------------ | --------- | ---------------------------------------------------------------- |
| avant 1981 | ?        | Gilbert Vuillet    |           |                                                                  |
| mars 2001  | 2020     | Jean-Gabriel Nast  | UMP-LR    | Professeur d'Histoire-Géographie au lycée Victor Bérard de Morez |
| 2020       | En cours | Yann Bondier-Moret |           |                                                                  |

## Nom des habitants
Les habitants sont appelés Chaumerands.

## Démographie
L'évolution du nombre d'habitants est connue à travers les recensements de la population effectués dans la commune depuis 1793. Pour les communes de moins de 10 000 habitants, une enquête de recensement portant sur toute la population est réalisée tous les cinq ans, les populations de référence des années intermédiaires étant quant à elles estimées par interpolation ou extrapolation. Pour la commune, le premier recensement exhaustif entrant dans le cadre du nouveau dispositif a été réalisé en 2008.

En 2022, la commune comptait 1 133 habitants, en évolution de −3,9 % par rapport à 2016 (Jura : −0,81 %, France hors Mayotte : +2,11 %).
| 1793  | 1800  | 1806  | 1821  | 1831  | 1836  | 1841  | 1846  | 1851  |
| ----- | ----- | ----- | ----- | ----- | ----- | ----- | ----- | ----- |
| 2 090 | 2 141 | 2 130 | 2 115 | 2 001 | 1 877 | 1 832 | 2 040 | 1 790 |

| 1856  | 1861  | 1866  | 1872  | 1876  | 1881  | 1886  | 1891  | 1896  |
| ----- | ----- | ----- | ----- | ----- | ----- | ----- | ----- | ----- |
| 1 841 | 1 815 | 1 804 | 1 745 | 1 765 | 1 864 | 1 888 | 1 806 | 1 808 |

| 1901  | 1906  | 1911  | 1921  | 1926  | 1931  | 1936 | 1946 | 1954 |
| ----- | ----- | ----- | ----- | ----- | ----- | ---- | ---- | ---- |
| 1 745 | 1 711 | 1 542 | 1 289 | 1 136 | 1 017 | 933  | 835  | 789  |

| 1962 | 1968 | 1975 | 1982 | 1990 | 1999  | 2006  | 2008  | 2013  |
| ---- | ---- | ---- | ---- | ---- | ----- | ----- | ----- | ----- |
| 773  | 741  | 671  | 741  | 945  | 1 092 | 1 130 | 1 141 | 1 184 |

| 2018  | 2022  | - | - | - | - | - | - | - |
| ----- | ----- | - | - | - | - | - | - | - |
| 1 155 | 1 133 | - | - | - | - | - | - | - |

## Culture locale et patrimoine

### Lieux et monuments
L'église Saint Jean Baptiste possède un chœur gothique et une nef romane. On peut y admirer un Christ en bois.
On trouve également la maison de la flore dans cette commune.
À proximité de l'église se trouve également un grenier fort. Construction typiquement jurassienne, le grenier fort est particulièrement bien isolé de l'humidité et du froid. Il permettait de conserver grains et farine.

### Personnalités liées à la commune
- Claude Prost, dit Lacuzon (Longchaumois v. 1607 - Milan, Italie 1681) : résistant et indépendantiste comtois. Pour plus d'information : Biographie de Claude Prost dit Lacuzon
- François Bailly-Maître (1985- ) est un coureur cycliste français. Spécialiste du VTT, il pratique le cross country et l'enduro.
- Jean-François Lacourt dit Jenlain (1943-) est un grand spécialiste du milieu folk-trad[17].
- Clément Berthet (1997-) est un cycliste français originaire de Longchaumois.